# Шелаху
«Шелаху́» (исп. Xelajú) — гватемальский футбольный клуб из города Кесальтенанго, в настоящий момент выступает в Лиге Насиональ, сильнейшем дивизионе Гватемалы. Клуб зародился 24 февраля 1942 года, на основе существовавшей с 1928 года команды «Германия». Домашние матчи проводит на стадионе «Марио Кампосеко», вмещающем 11 000 зрителей. Название «Шелаху» является древнем майским названием города Кесальтенанго.  После гибели в авиакатастрофе в 1951 году Марио Кампосеко, одного из лучших игроков в истории команды, его имя было добавлено в название клуба, так же в честь него был переименован и стадион команды. «Шелаху» 5 раз становился чемпионом Гватемалы и является по этому показателю самым титулованным среди не столичных клубов страны.

## Достижения
- Чемпионат Гватемалы по футболу: 
  - Чемпион (5): 1961/62, 1980, 1995/96, 2007 Клаусура, 2012 Клаусура.
  - Вице-чемпион (4): 1963/64, 1966, 1981, 2010 Клаусура.
- Кубок Гватемалы по футболу: 
  - Победитель (3): 1963, 1973, 2010.
  - Финалист (3): 1995, 2005, 2017-2018
- Суперкубок Гватемалы по футболу: 
  - Победитель (1): 1963.
  - Финалист (3): 1977, 1980, 1996.
- Клубный кубок UNCAF: 
  - Финалист (1): 1982.